# Фундаментальні наукові дослідження
Фундамента́льні науко́ві дослі́дження — наукова теоретична та (або) експериментальна діяльність, спрямована на одержання нових знань про закономірності розвитку природи, суспільства, людини, їх взаємозв'язку.
Фундаментальні (теоретичні) наукові дослідження означають: основні, головні.
Протилежне — прикладні наукові дослідження.

## Загальна характеристика
Теоретичний рівень наукового дослідження пов'язаний з глибоким аналізом наукових фактів, з проникненням в сутність явищ, що досліджуються, з пізнанням та формулюванням законів науки, тобто з поясненням предметів і процесів реальної дійсності. Результати теоретичного дослідження знаходять своє вираження в таких формах, як закон, теорія, наукова гіпотеза.
Закон — внутрішній суттєвий та стійкий зв'язок явищ, що обумовлює їх впорядковану зміну.
Теорія — система узагальненого достовірного знання про той чи інший «фрагмент» дійсності, яка описує, пояснює та передбачає функціонування визначеної сукупності об'єктів, що його складають.
Гіпотеза — система умовиводів, за допомогою яких на основі ряду фактів робиться висновок про існування об'єкта, зв'язки або причини явища, причому цей висновок не можна вважати абсолютно достовірним.
На основі емпіричних даних на теоретичному рівні дослідження відбувається об'єднання за допомогою думки об'єктів, що досліджуються, осягнення їх сутності, законів їх існування, які становлять основний зміст теорій. Таким чином на теоретичному рівні дослідження за допомогою специфічних методів вирішуються свої пізнавальні завдання. По-перше, дослідник пізнає сутність об'єктів, що вивчаються; по-друге, на теоретичному рівні відбувається осягнення об'єктивної істини у всій її конкретності та повноті змісту. На основі теоретичного пояснення та пізнаних законів відбувається наукове передбачення майбутнього.
Таким чином, метою теоретичних досліджень є виявлення істотних зв'язків між об'єктом, що досліджується, та оточуючим середовищем, пояснення та узагальнення резуль-татів емпіричного дослідження, виявлення загальних закономірностей та їх формалізація. Теоретичне дослідження завершується формуванням теорії — системи наукових достовірних знань у формі тверджень і доведень, яка не обов'язково пов'язана з побудовою її математичного апарату.
Теоретичне дослідження включає такі процедури:
- — аналіз сутності процесів, явищ;
- — формулювання гіпотези дослідження;
- — побудову (розроблення) фізичної моделі;
- — проведення математичного дослідження (створення математичної моделі);
- — аналіз теоретичних рішень;
- — формулювання висновків.

Якщо не можна виконати математичне дослідження, то робоча гіпотеза формулюється в словесній формі із залученням графіків, таблиць тощо. Теоретичні дослідження відіграють велику роль у процесі пізнання об'єктивної дійсності, оскільки вони дозволяють глибоко проникнути у сутність природних явищ, створюють наукову картину світу, що постійно розвивається. Теоретичні дослідження є функцією мислення, яка полягає в тому, щоб відкривати, перевіряти, частково освоювати різні області природи, створювати та розвивати світобачення.

## Методи теоретичних досліджень
До основних загальнонаукових методів, які використовуються на теоретичному рівні дослідження, можуть бути віднесені методи: аналізу та синтезу, індукції і дедукції, сходження від абстрактного до конкретного, ідеалізації та формалізації, системний підхід.
При розробленні теорій поряд з цими методами використовуються й інші методи. Так, значну роль при побудові будь-яких теорій відіграють, наприклад, логічні закони, що мають нормативний характер. До цих законів відносять: закон тотожності, закон протиріччя, закон виключення третього та закон достатньої підстави.
Закон тотожності визначає, що предмет думки в межах одного міркування повинен лишатися незмінним А є А (А = А), де А — це думка. Цей закон потребує, щоб у повідомленні всі поняття і судження мали однозначний характер, виключали багатозначність і невизначеність. Згідно із законом протиріччя не можуть бути одночасно істинними два висновки, один з яких щось стверджує, а другий заперечує те саме. Закон стверджує: «неправильно, що А і не А одночасно істинні».
Основою закону протиріччя є якісна визначеність речей і явищ, відносна стійкість їх властивостей. Свідоме використання цього закону допомагає виявити і ліквідувати протиріччя в поясненні фактів і явищ, виробити критичне ставлення до будь-якого роду неточностей і непослідовностей в отриманій інформації. Закон виключення третього стверджує, що з двох суперечливих суджень одне помилкове, а друге істинне. Третього не дано. Він виражається формулою: «А є або В, або не В». Наприклад, якщо правильним є судження «Наш університет є державним навчальним закладом», то судження «Наш університет не є державним навчальним закладом» — помилкове.
Вимогу доказовості наукових висновків, обґрунтованості суджень виражає закон достатньої підстави, який формулюється таким чином: будь-яка слушна думка дає достатньо підстав для свого обґрунтування. Спеціальними принципами побудови теорій слугують також принципи формування аксіоматичних теорій (тобто теорій, які побудовані на деякій множині тверджень, що приймаються без доведень, — аксіом, а всі інші знання виводяться з них відповідно до певних логічних правил), що базуються на критеріях несуперечності, повноти та незалежності систем аксіом та гіпотез. Використання математичних методів у дослідженнях Вирішення наукових завдань за допомогою математичних методів здійснюється шляхом математичного формулювання завдання (розроблення математичної моделі), вибору методу дослідження одержаної математичної моделі, аналізу одержаного математичного результату.
Математичне формулювання завдання, як правило, подається у вигляді чисел, геометричних образів, функцій, систем рівнянь тощо. Математична модель є системою математичних співвідношень — формул, функцій, рівнянь, систем рівнянь, що описують ті або інші сторони об'єкта, який вивчається, явища, процесу.
Першим етапом математичного моделювання є постановка завдання, визначення об'єкта та цілей дослідження, визначення критеріїв (ознак) вивчення об'єктів та управління ними. Наступним етапом моделювання є вибір типу математичної моделі. Звичайно послідо-вно будується кілька моделей. Порівняння результатів їх дослідження з реальністю дозволяє встановити найкращу з них. Процес вибору математичної моделі об'єкта закінчується етапом її попереднього контролю. При цьому здійснюються такі види контролю: розмірностей; порядків; характеру залежностей; екстремальних ситуацій; граничних умов; математичної замкненості; фізичного сенсу; стійкості моделі.
Після математичного формулювання завдання (розроблення математичної моделі) здійснюють етап вибору методу дослідження одержаної математичної моделі. Вибір методу дослідження математичної моделі безпосередньо пов'язаний з такими поняттями, як зовнішня та внутрішня правдоподібність. Під зовнішньою правдоподібністю дослідження математичної моделі розуміється очікуваний ступінь адекватності математичної моделі реальному об'єкту стосовно якостей, які цікавлять дослідника. Під внутрішньою правдоподібністю дослідження математичної моделі розуміється очікуваний ступінь точності рішення одержаних рівнянь, які прийняті за математичну модель, об'єкт. Вибір методу дослідження математичної моделі багато в чому визначається її видом.
Статичні системи, що представлені за допомогою алгебраїчних рівнянь, досліджуються за допомогою визначників, методу ітерацій, методів Крамера і Гауса. У разі труднощів з аналітичними рішеннями використовуються приблизні методи: графічний метод; метод хорд; метод дотичних. Дослідження динамічних режимів функціонування об'єкта, що представлені за допомогою диференціальних рівнянь, також визначається класом, до якого належать ці рівняння.
Для розв'язання диференціальних рівнянь використовують такі методи: метод розділення змінних; метод підстановки; метод інтегруючого множника; метод якісного аналізу тощо. Для одержання приблизних рішень використовують метод послідовних наближень, метод функціональних рядів; метод Рунге — Кута; числові методи інтегрування тощо.